# High Chaparral (TV-serie)
För andra betydelser, se High Chaparral (olika betydelser).
High Chaparral (originaltitel: The High Chaparral) är en amerikansk western-serie för TV. Mellan åren 1967 och 1971 gjordes 98 avsnitt. Handlingen utspelar sig på  1870-talet där familjen Cannon driver ranchen High Chaparral i Arizona, USA. 
Denna TV-serie sändes i svensk TV 1968–1971, och har sedan dess även gått på TV 4 Guld. Den var en av de populäraste TV-serierna under 1960-talet.

## Rollista i urval
- Leif Erickson -  Big John Cannon
- Cameron Mitchell -  Buck Cannon
- Henry Darrow -  Manolito Montoya
- Linda Cristal -  Victoria Cannon
- Mark Slade -  Billy Blue Cannon (1967-1970)
- Frank Silvera -  Don Sebastian Montoya
- Don Collier -  Sam Butler
- Robert F. Hoy -  Joe Butler (som Bob Hoy)
- Roberto Contreras -  Pedro
- Rodolfo Acosta -  Vaquero (1967-69)

## DVD
När Bröderna Cartwright släpptes i USA med "The First Official Season 1" tändes hoppet att High Chaparral också snart skulle släpps på DVD. Inga uppgifter är än så länge kända om när den släpps i USA.
Däremot har hela serien släppts i Tyskland. Tyska releasen är på engelska samt med tysk dubbning. 2 maj 2012 släpptes säsong 1 i Nederländerna av Art-S Home Entertainment och säsong 2 den 29 januari 2013. Säsong 3 släpptes den 3 september 2013 och säsong 4 den 26 januari 2014. I Sverige har hela serien kommit på DVD i totalt 8 boxar, samt en samlingsbox med hela serien. I den nederländska utgåvan finns i box 4 "Director's Cut" av Pilotavsnitten, men inte i den svenska.
| Säsong     | Avsnitt | Releasedatum Region 1 | Releasedatum Sverige            | Releasedatum Tyskland | Releasedatum Nederländerna |
| ---------- | ------- | --------------------- | ------------------------------- | --------------------- | -------------------------- |
| Säsong 1   | 28      |                       | 30 oktober 2012                 | 20 maj 2010           | 2 maj 2012                 |
| Säsong 2   | 26      |                       | 19 mars 2013                    | 9 december 2010       | 29 januari 2013            |
| Säsong 3   | 26      |                       | 31 juli 2013                    | 9 juni 2011           | 3 september 2013           |
| Säsong 4   | 18      |                       | 16 oktober 2013 23 oktober 2013 | 16 februari 2012      | 26 januari 2014            |
| Säsong 1-4 | 98      |                       | 23 oktober 2013                 | 21 februari 2013      |                            |

## Avsnittsöversikt
| Avsnitt nr | Titel                            | DVD Tyskland | TV-premiär (USA) |
| ---------- | -------------------------------- | ------------ | ---------------- |
|            | Säsong 1 – 1967/1968             |              |                  |
| 1          | Destination Tucson (1)           | 1.1          | 10/09/1967       |
| 2          | The Arrangement (2)              | 1.2          | 10/09/1967       |
| 3          | The Ghost of Chaparral           | 1.3          | 17/09/1967       |
| 4          | Best Man for the Job             | 1.4          | 24/09/1967       |
| 5          | A Quiet Day in Tucson            | 1.5          | 01/10/1967       |
| 6          | Young Blood                      | 1.6          | 08/10/1967       |
| 7          | Shadows of the Land              | 1.7          | 15/10/1967       |
| 8          | The Filibusteros                 | 1.8          | 22/10/1967       |
| 9          | The Doctor from Dodge            | 1.9          | 29/10/1967       |
| 10         | Sudden Country                   | 1.10         | 05/11/1967       |
| 11         | A Hanging Offense                | 1.11         | 12/11/1967       |
| 12         | The Price of Revenge             | 1.12         | 19/11/1967       |
| 13         | The Widow from Red Rock          | 1.13         | 26/11/1967       |
| 14         | Mark of the Turtle               | 1.14         | 10/12/1967       |
| 15         | The Terrorist                    | 1.15         | 17/12/1967       |
| 16         | The Firing Wall                  | 1.16         | 31/12/1967       |
| 17         | The Assassins                    | 1.17         | 07/01/1968       |
| 18         | Survival                         | 1.18         | 14/01/1968       |
| 19         | Gold Is Where You Leave It       | 1.19         | 21/01/1968       |
| 20         | The Kinsman                      | 1.20         | 28/01/1968       |
| 21         | Champion of the Western World    | 1.21         | 04/02/1968       |
| 22         | Ride the Savage Land             | 1.22         | 11/02/1968       |
| 23         | Bad Day for a Thirst             | 1.23         | 18/02/1968       |
| 24         | Tiger by the Tail                | 1.24         | 25/02/1968       |
| 25         | The Peacemaker                   | 1.25         | 03/03/1968       |
| 26         | The Hair Hunter                  | 1.26         | 10/03/1968       |
| 27         | A Joyful Noise                   | 1.27         | 24/03/1968       |
| 28         | Threshold of Courage             | 1.28         | 31/03/1968       |
|            | Säsong 2 – 1968/1969             |              |                  |
| 29         | The Stallion                     | 2.29         | 20/09/1968       |
| 30         | Ten Little Indians               | 2.30         | 27/09/1968       |
| 31         | Follow Your Heart                | 2.31         | 04/10/1968       |
| 32         | Tornado Frances                  | 2.32         | 11/10/1968       |
| 33         | The Covey                        | 2.33         | 18/10/1968       |
| 34         | The Promised Land                | 2.34         | 25/10/1968       |
| 35         | Ebenezer                         | 2.35         | 01/11/1968       |
| 36         | North to Tucson                  | 2.36         | 08/11/1968       |
| 37         | The Deceivers                    | 2.37         | 15/11/1968       |
| 38         | The Buffalo Soldiers             | 2.38         | 22/11/1968       |
| 39         | For What We Are About to Receive | 2.39         | 29/11/1968       |
| 40         | A Way to Justice                 | 2.40         | 13/12/1968       |
| 41         | Our Lady of Guadelupe            | 2.41         | 20/12/1968       |
| 42         | Sea of Enemies                   | 2.42         | 03/01/1969       |
| 43         | Shadow of the Wind               | 2.43         | 10/01/1969       |
| 44         | No Irish Need Apply              | 2.44         | 17/01/1969       |
| 45         | The Last Hundred Miles           | 2.45         | 24/01/1969       |
| 46         | The Glory Soldiers               | 2.46         | 31/01/1969       |
| 47         | Feather of an Eagle              | 2.47         | 07/02/1969       |
| 48         | Once on a Day in Spring          | 2.48         | 14/02/1969       |
| 49         | Stinky Flanagan                  | 2.49         | 21/02/1969       |
| 50         | Surtee                           | 2.50         | 28/02/1969       |
| 51         | A Fella Named Kilroy             | 2.51         | 07/03/1969       |
| 52         | No Bugles, No Drums              | 2.52         | 14/03/1969       |
| 53         | The Lion Sleeps                  | 2.53         | 28/03/1969       |
| 54         | For the Love of Carlos           | 2.54         | 04/04/1969       |
|            | Säsong 3 – 1969/1970             |              |                  |
| 55         | Time of Your Life                | 3.55         | 19/09/1969       |
| 56         | A Time to Laugh, a Time to Cry   | 3.56         | 26/09/1969       |
| 57         | The Brothers Cannon              | 3.57         | 03/10/1969       |
| 58         | A Piece of Land                  | 3.58         | 10/10/1969       |
| 59         | Bad Day for Bad Men              | 3.59         | 17/10/1969       |
| 60         | To Stand for Something More      | 3.60         | 24/10/1969       |
| 61         | Trail to Nevermore               | 3.61         | 31/10/1969       |
| 62         | Apache Trust                     | 3.62         | 07/11/1969       |
| 63         | Lady Fair                        | 3.63         | 14/11/1969       |
| 64         | The Lost Ones                    | 3.64         | 21/11/1969       |
| 65         | The Legacy                       | 3.65         | 28/11/1969       |
| 66         | Alliance                         | 3.66         | 12/12/1969       |
| 67         | The Little Thieves               | 3.67         | 26/12/1969       |
| 68         | The Long Shadow                  | 3.68         | 02/01/1970       |
| 69         | The Journal of Death             | 3.69         | 09/01/1970       |
| 70         | Friends and Partners             | 3.70         | 16/01/1970       |
| 71         | Jelks                            | 3.71         | 23/01/1970       |
| 72         | The Guns of Johnny Rondo         | 3.72         | 06/02/1970       |
| 73         | Mi Casa, Su Casa                 | 3.73         | 20/02/1970       |
| 74         | The Lieutenant                   | 3.74         | 27/02/1970       |
| 75         | The Reluctant Deputy             | 3.75         | 06/03/1970       |
| 76         | New Hostess in Town              | 3.76         | 20/03/1970       |
| 77         | Too Many Chiefs                  | 3.77         | 27/03/1970       |
| 78         | Auld Lang Syne                   | 3.78         | 10/04/1970       |
| 79         | Generation                       | 3.79         | 17/04/1970       |
| 80         | No Trouble at All                | 3.80         | 05/05/1970       |
|            | Säsong 4 – 1970/1971             |              |                  |
| 81         | An Anger Greater Than Mine       | 4.81         | 18/09/1970       |
| 82         | Spokes                           | 4.82         | 25/09/1970       |
| 83         | Only the Bad Come to Sonora      | 4.83         | 02/10/1970       |
| 84         | Wind                             | 4.84         | 09/10/1970       |
| 85         | A Matter of Survival             | 4.85         | 16/10/1970       |
| 86         | It Takes a Smart Man             | 4.86         | 23/10/1970       |
| 87         | A Good Sound Profit              | 4.87         | 30/10/1970       |
| 88         | Too Late the Epitaph             | 4.88         | 06/11/1970       |
| 89         | The Forge of Hate                | 4.89         | 13/11/1970       |
| 90         | Fiesta                           | 4.90         | 20/11/1970       |
| 91         | A Matter of Vengeance            | 4.91         | 27/11/1970       |
| 92         | Pale Warrior                     | 4.92         | 11/12/1970       |
| 93         | The Badge                        | 4.94         | 18/12/1970       |
| 94         | The New Lion of Sonora (1)       | 4.94         | 19/02/1971       |
| 95         | The New Lion of Sonora (2)       | 4.95         | 19/02/1971       |
| 96         | Sangre                           | 4.96         | 26/02/1971       |
| 97         | The Hostage                      | 4.97         | 05/03/1971       |
| 98         | A Man to Match the Land          | 4.98         | 12/03/1971       |

## Inspelningsplats
Stora delar av serien spelades in på White Stallion Ranch utanför Tucson i Arizona. Ranchen är idag en så kallad "Dude ranch" som ägnar sig åt att ta emot turister och låta dem prova på cowboy-livet till häst.

## Böcker
Pocketböcker om High Chaparral utgavs 1969 av Wennerbergs Förlag:
- Farans stad 1969 (Town in fear) av Wayne Sotona (Nyckelbok nr 679)
- Döden i Tucson 1969 (Hell and high water) av Wayne Sotona (Nyckelbok nr 681)
- Apachernas dal 1969 (Man of honor) av Wayne Sotona (Nyckelbok nr 683)
- Svarta Hökens hämnd 1969 (Gun runner's last ride) av Wayne Sotona (Nyckelbok nr 685)

Ej översatta böcker:
- Coyote gold 1969 av Ed Friend
- Apache way 1969 av Steve Frazee

## Serietidning
1970 utkom serietidningen High Chaparral med ett enda nummer. Priset var 1,50 kr. Den hade Manolito på framsidan och innehöll berättelsen Hämnarens återkomst.

## Övrigt
Den svenska tv-premiären följdes av svensktoppsschlagern Manolito framförd av Lill-Babs under sommaren 1968. Texten skrevs av Thore Skogman och refrängen lyder "Blicken blir stirrig. Jag känner mig virrig. Var gång jag ser High Chaparral. Manolito, när jag ser Manolito."